# Джур-Джур (водоспад)
Джур-Джур (крим. Curcur) — водоспад в Україні, в межах Кримського півострова; найпотужніший із кримських водоспадів.

## Назва
Існує декілька версій походження назви водоспаду. За однією версію, назва походить з вірменського «джур» (Ջուր) (дослівно — «вода-вода»). За іншою версію, назва означає «шумний», «журкотливий». За ще однією версію, назва походить з іранських мов, «джур» — дзюрчання проточної води.

## Розташування і опис
Розташований в урочищі Хапхал (Кримські гори), неподалік від села Генеральського, на річці Східний Улу-Узень, у прорізаній нею глибокій і важкопрохідній ущелині Хапхал.
Водоспад розташований на абсолютній висоті 472 м н. р. м., має висоту падіння води ~16 м, і є найповноводнішим водоспадом Криму.
За селом Генеральське, розташованому в красивій місцевості, амфітеатром підносяться величні гори: на північному сході Карабі-Яйла, на північному заході — Демерджі, а між ними гігантським мостом виглядає гребінь яйли Тирке. Ближче до нього і розташована мальовнича ущелина Хапхал, густо поросла лісом. До ущелини від села веде лісова дорога, що починається відразу за містком. Зверху над водоспадом розташовано три каскади. Найвищий має назву ванни Молодості, за ним іде ванна краси, останньою, перед самим водоспадом, є ванна здоров'я.
Неподалік від водоспаду Джур-Джур розташована печера Джур-Джур.

## Світлини

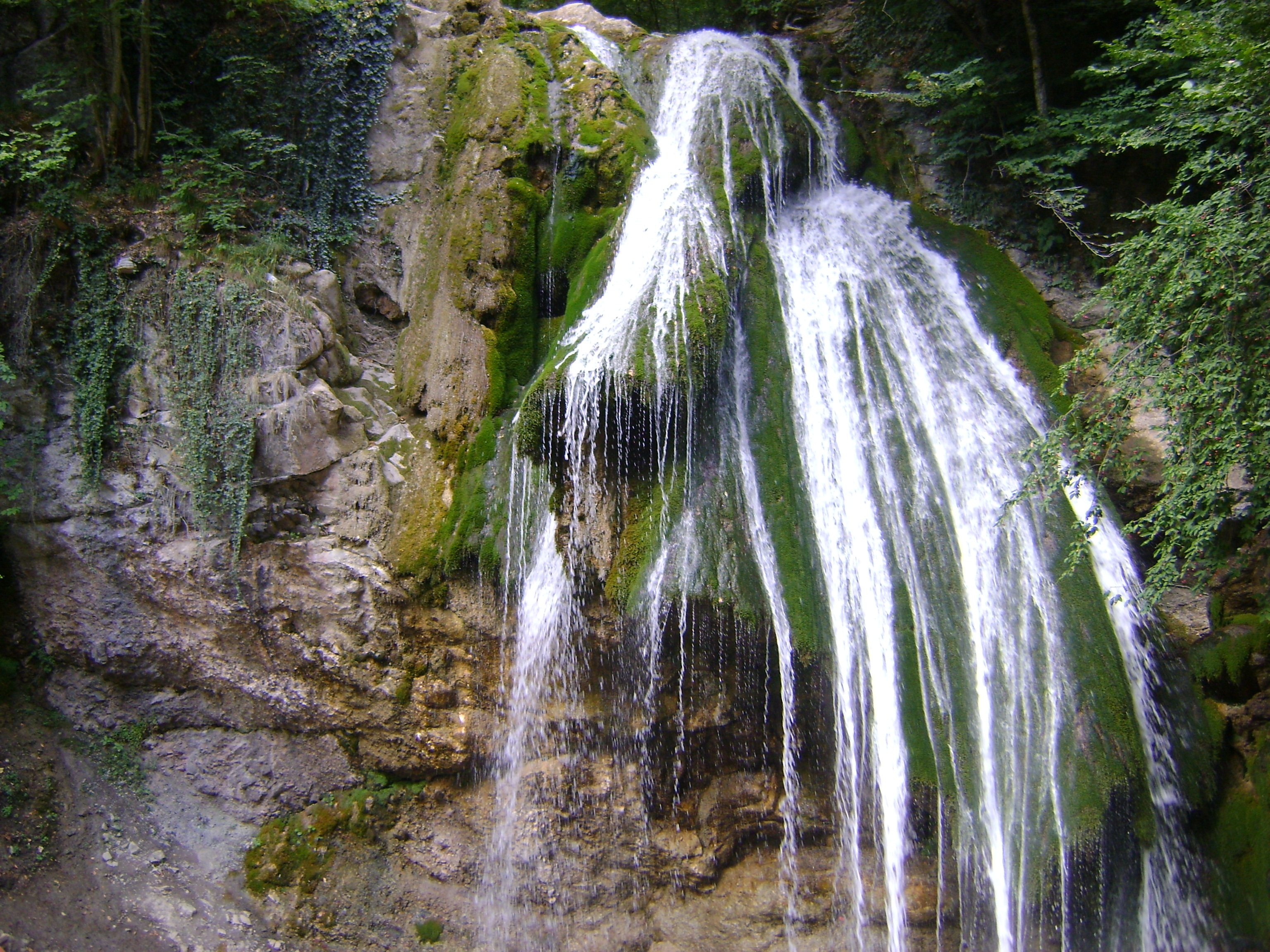
Водоспад Джур-Джур.
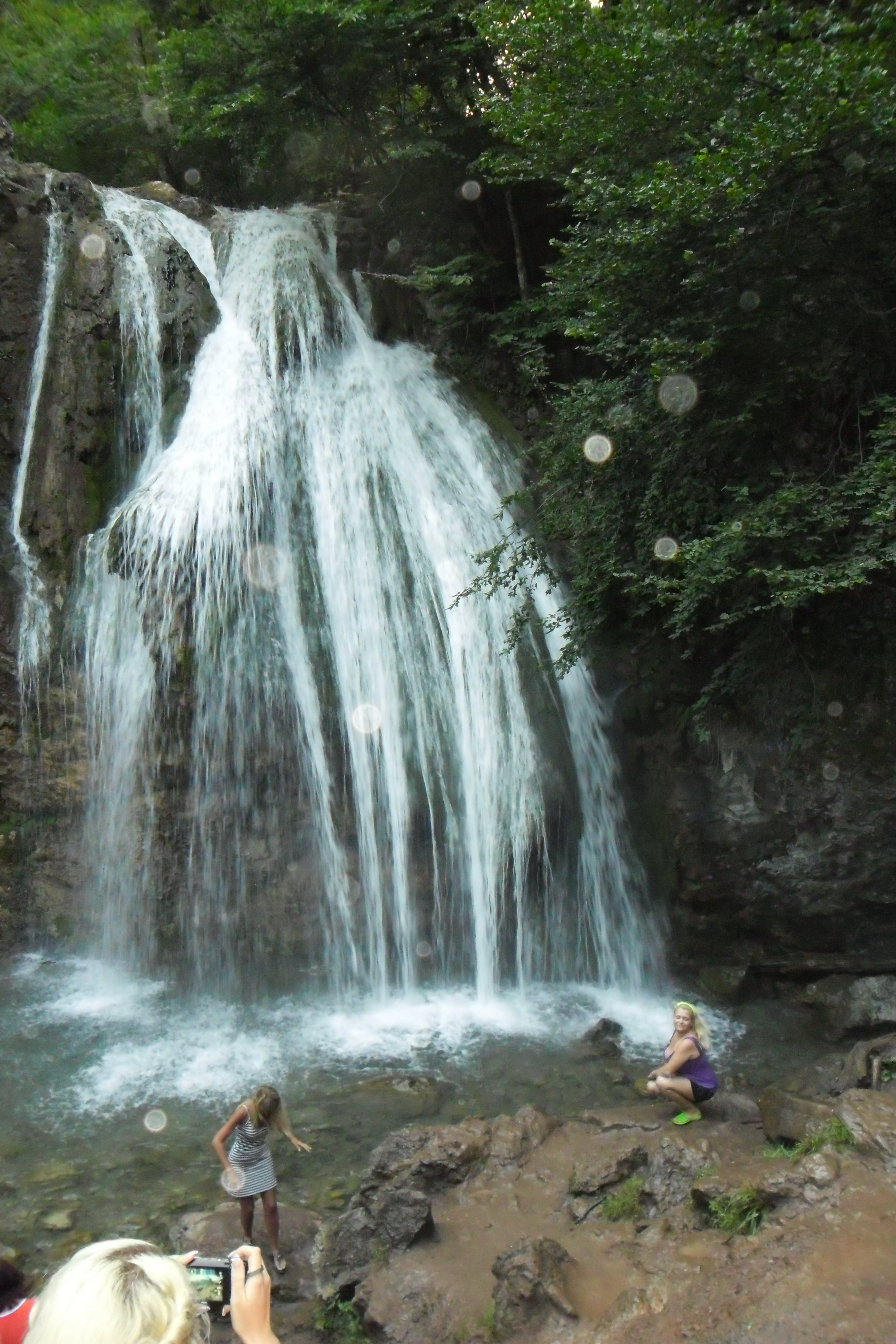
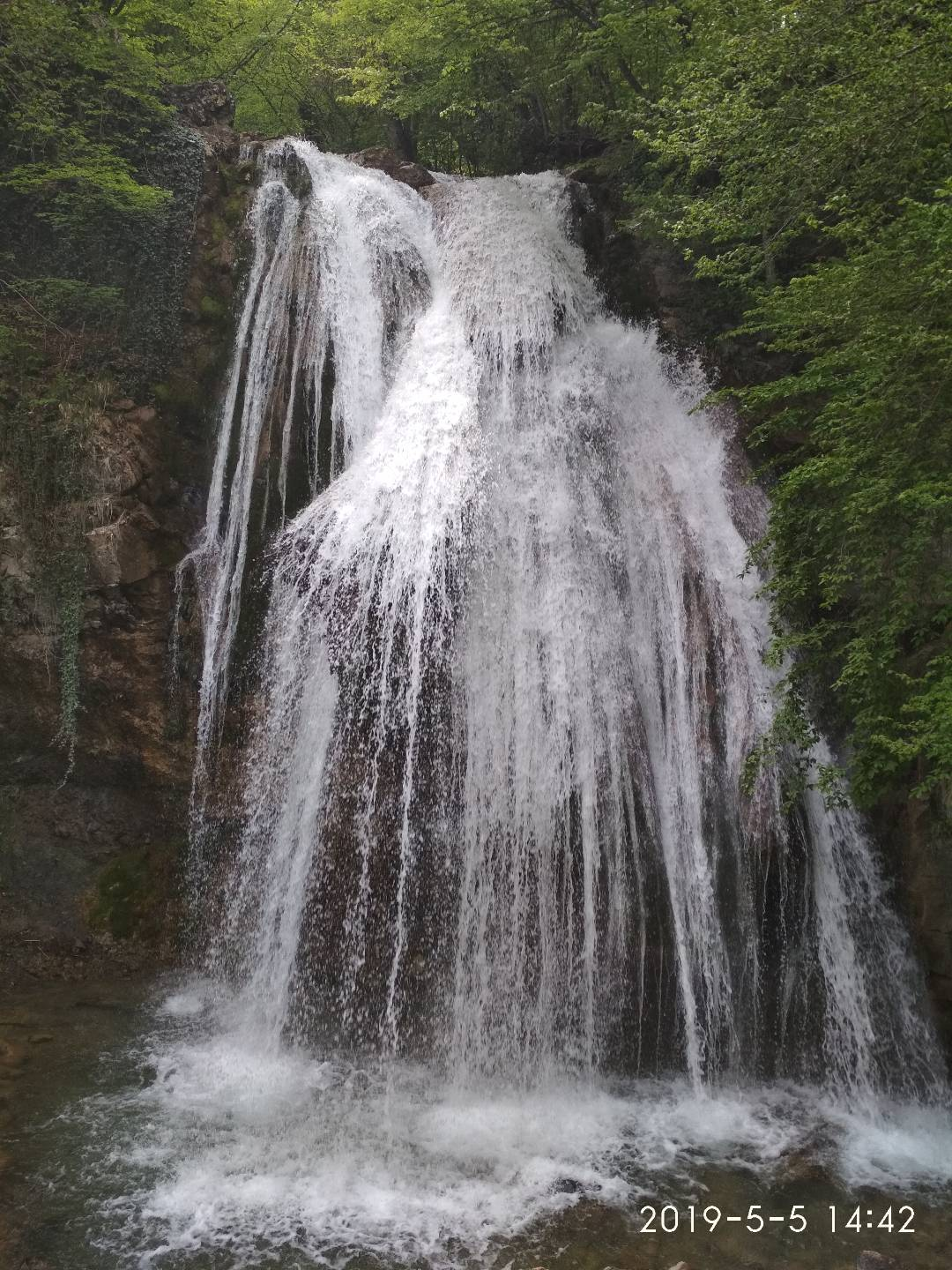